# Viola painteri
Viola painteri là một loài thực vật có hoa trong họ Hoa tím. Loài này được Rose & House miêu tả khoa học đầu tiên năm 1905.